# Олимпийский комитет Непала
Олимпийский комитет Непала — организация, представляющая Непал в международном олимпийском движении. Основан в 1962 году; зарегистрирован в МОК в 1963 году.
Штаб-квартира расположена в Катманду. Является членом Международного олимпийского комитета, Олимпийского совета Азии и других международных спортивных организаций. Осуществляет деятельность по развитию спорта в Непале.